# Linia kolejowa nr 336
Linia kolejowa nr 336 (przed 1945 rokiem Kolej Gór Izerskich; z niem. Isergebirgsbahn) – jednotorowa, niezelektryfikowana linia kolejowa o długości 11,011 km, która łączyła stację Mirsk ze stacją Świeradów Nadleśnictwo. Linia była położona w województwie dolnośląskim, na obszarze powiatów: lwóweckiego (gmina Mirsk) i lubańskiego (miasto Świeradów-Zdrój).
Budowę linii zrealizowano z inicjatywy prywatnej. Pierwsze prace rozpoczęto w 1908 roku, a regularną eksploatację odcinka Mirsk – Świeradów Zdrój prowadzono od 31 października 1909 roku. Odcinek do Świeradowa Nadleśnictwo oddano do regularnego użytku 5 czerwca czerwcu 1910 roku. Nowo wybudowana trasa była na początku linią wąskotorową o rozstawie szyn 600 mm, którą po kilku latach przebudowano na normalny tor. Po II wojnie światowej linia została przejęta przez Polskie Koleje Państwowe, a pierwszy pociąg po odbudowie mostu na Kwisie przejechał 18 grudnia 1946 roku. Odcinek Świeradów Zdrój – Świeradów Nadleśnictwo 15 grudnia 1995 roku został przeznaczony do likwidacji. Ostatni pociąg pasażerski ze stacji Świeradów Zdrój odjechał 11 lutego 1996 roku, natomiast przez dwa lata funkcjonował jeszcze ruch towarowy.
W latach 2021–2023 linia dawnej Kolei Gór Izerskich wraz z odcinkiem nr 317 Gryfów Śląski – Mirsk została zrewitalizowana, a regularne połączenia pasażerskie zainaugurowano 10 grudnia 2023 roku. Od tego też czasu cała trasa na odcinku Gryfów Śląski – Mirsk – Świeradów-Zdrój stanowi linię kolejową nr 317.

## Przebieg

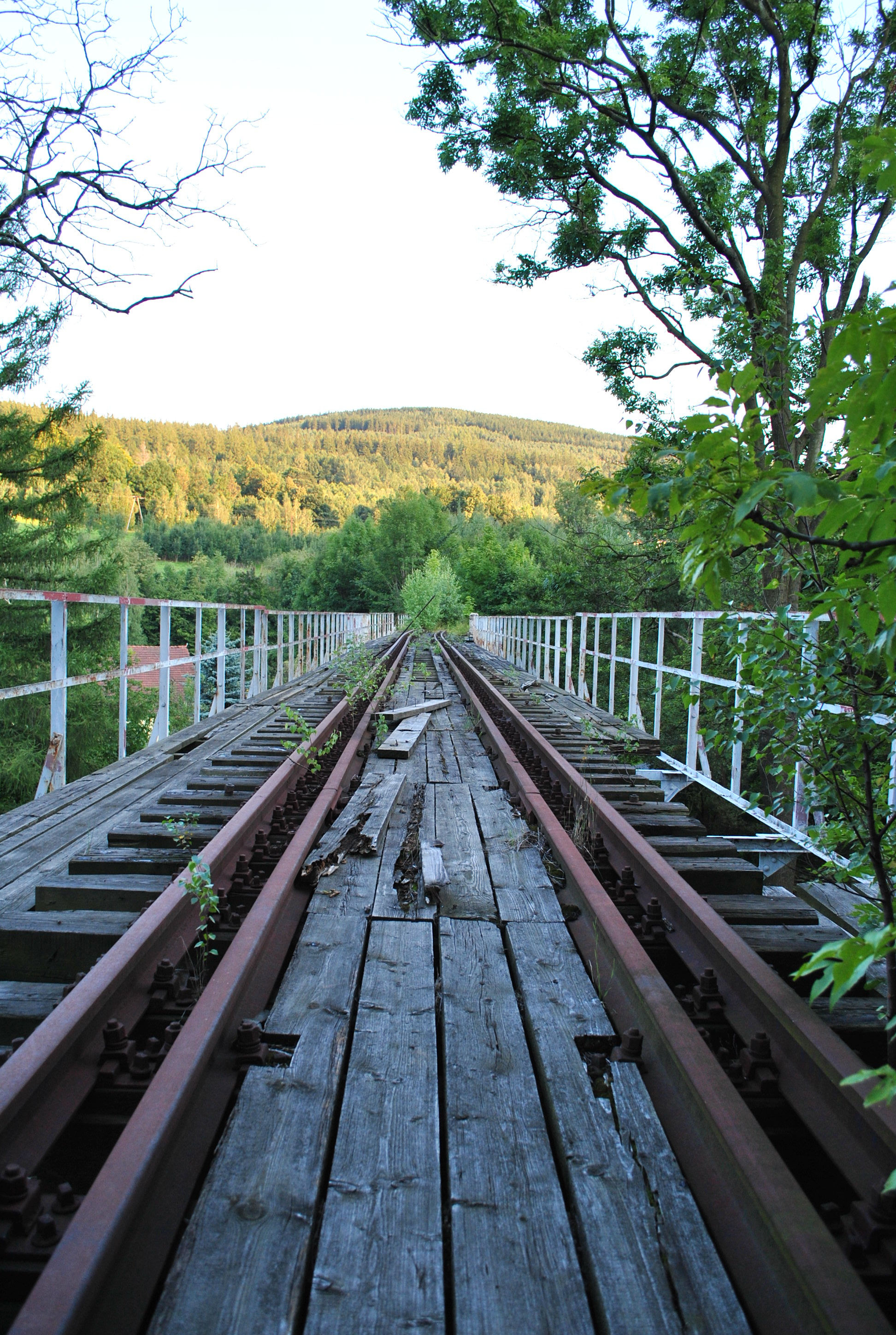
Linia Kolei Gór Izerskich przed wjazdem na most nad Kwisą (2012)

Linia nr 336 swój początek brała na stacji Mirsk. Łączyła się tam z linią kolejową nr 284 (80,244 km), z czego odcinek Mirsk – Gryfów Śląski w 1999 roku oznaczony został jako linia kolejowa nr 317. Początkowo linie biegły równolegle w kierunku południowo-zachodnim, a czego linia kolejowa nr 284 biegła w stronę Pobiednej i dalej do granicy z Czechami. Za przejazdem kolejowo-drogowym obie linie rozwidlały się, a czego linia Kolei Gór Izerskich skręcała w lewo, przybliżając się do drogi wojewódzkiej nr 361.
Dalej ciągnęła się ona po płaskim terenie wśród pól uprawnych, w Kotlinie Mirska będącej częścią Pogórza Izerskiego. Po drodze przecinała liczne drogi polne. Linia kierowała się cały czas na południe, równolegle do Kwisy. Od stacji Mirsk po około 3,5 kilometrach linia osiągała przystanek Mroczkowice. Różnica wysokości między nimi to 30 metrów.
Od przystanku Mroczkowice linia nieznacznie oddalała się od drogi, dalej ciągnąc się wśród pól uprawnych, z licznymi skrzyżowaniami z drogami polnymi. Na wysokości rozjazdu do bocznicy zakładów drzewnych (około 4,7 km) linia wkraczała w obszar Gór Izerskich (północno-wschodnie podnóże Zajęcznika). Linia wjeżdżała do Orłowic, po czym kierowała się przez niewielki las, wjeżdżając nieco stromym podjazdem w górę do przystanku Krobica (5,4 km). Na odcinku Mroczkowice – Krobica linia pokonywała wysokość 25 metrów.
Na wysokości budynku dworcowego znajdował się rozjazd w kierunku drugiej na trasie bocznicy kolejowej (do kopalni łupków łyszczykowych). Za przystankiem, pod wiaduktem drogowym na drodze wojewódzkiej nr 361 linia zataczała 400-metrowy łuk, biegła nasypem, po czym wjeżdżała na most kolejowy nad Kwisą. Dalej zataczała 300-metrowy łuk w prawo, kierując się na południe wzdłuż wsi Krobica.
Dalszy ciąg linii biegł pośród luźnej zabudowy jednorodzinnej, łąk i niewielkich połaci lasów, wzdłuż Doliny Kwisy, u podnóża Sępiej Góry (Grzbiet Kamienicki). Dalej, za lasem, linia przechodziła pod drogowym wiaduktem i wjeżdżała do stacji Świeradów Zdrój. Od ostatniego przystanku pokonywała 50-metrową różnicę wysokości.
Za stacją linia łagodnie zmieniała swój kierunek na południowo-wschodni, biegnąc – podobnie jak wcześniej – wzdłuż zabudowy jednorodzinnej, łąk i pól uprawnych. Przecinała też drogi lokalne (głównie dojazdowe do posesji). W końcu docierała do stacji Świeradów Nadleśnictwo, pokonując różnicę 60 metrów wysokości.

## Historia

### Geneza i pierwsze projekty budowy
Na obszarze ciągnącym się wzdłuż linii kolejowej nr 336 sieć drogowa była dobrze rozwinięta, ale koszt utrzymania tych dróg był duży m.in. z powodu dużego obciążenia ruchu. Obszar ten był także dobrze rozwinięty gospodarczo. Znajdowała się tu duża liczba zakładów przemysłowych, jak m.in. młyny wodne, tartaki, cegielnie, tkalnie, dzięki czemu projektowana ówcześnie kolej mogłaby odciążyć drogi i rozwijać przemysł. Położony na południu Świeradów-Zdrój był prężnie rozwijającym się kurortem – w 1904 roku miasto odwiedziło 10 581 turystów i kuracjuszy.
Zanim powstało połączenie do Świeradowa-Zdroju wybudowana została linia kolejowa do Mirska. O powstaniu linii kolejowej z Lwówka Śląskiego do Mirska przez Gryfów Śląski zadecydowano w 1882 roku. Linię do Mirska uroczyście otwarto 1 listopada 1884 roku.
Po wybudowaniu linii do Mirska pojawiły się plany budowy trasy do Świeradowa-Zdroju. Pierwszy projekt powstał w 1897 roku, kiedy to w ramach projektu budowy systemu kolei wąskotorowych z inicjatywy Kameralnego Urzędu Schaffgotschów podjęto starania dla budowy linii wąskotorowej z Mirska do Świeradowa-Zdroju, o rozstawie szyn 600 mm. Kalkulowano wtedy głównie na przewozy kuracjuszy, a transport towarowy miał być jego uzupełnieniem. Cały system kolei wąskotorowych miał połączyć większe miejscowości, o znaczeniu gospodarczym i turystycznym z siecią kolei państwowych. Ostatecznie projekt ten nie uzyskał akceptacji rejencji legnickiej i nie doczekał się realizacji.
Następny projekt powstał w 1901 roku. Wtedy to spółka Allgemeine Deutsche Kleinbahn-Gesellschaft AG z Berlina postulowała za budową normalnotorowej linii Mirsk – Świeradów-Zdrój. Projekt budowy uzyskał zgodę na realizację, ale z nieznanych przyczyn (prawdopodobnie z powodu braku środków finansowych) nie doszło do realizacji projektu. Dwa lata później firma Hutter, Walter & Co. z Hamburga ubiegała się o budowę linii, podobnie jak w poprzednim przypadku, normalnotorowej. Firma mimo uzyskania zgody na budowę nie realizuje koncepcji, gdyż prace nie wykraczają poza studium prac wstępnych.
Poprzednie niepowodzenia prywatnych spółek nie zniechęciły kolejnych potencjalnych inwestorów do budowy linii, co potwierdza wysyłanie petycji i próśb do Ministerstwa Robót Publicznych. 23 kwietnia 1909 roku Prezydent Prowincji Śląskiej wydał oświadczenie, że nie przewiduje się budowy nowych linii kolejowych w rejonie Gór Izerskich przez państwo w najbliższym czasie.

### Budowa linii
Budowę linii kolejowej do Świeradowa-Zdroju udało się ostatecznie zainicjować z inicjatywy prywatnej. Spółka Eisenbahn Gesellschaft Becker & Co. z Berlina 2 października 1905 roku złożyła petycję o przeprowadzeniu wstępnych prac normalnotorowego połączenia Mirsk – Świeradów-Zdrój. Pozwolenia udzielono w styczniu 1906 roku, a pierwsze prace rozpoczęto 1 lutego tego samego roku. Po dwóch tygodniach z powodu srogiej zimy przerwano prace terenowe. W tym samym roku, 19 marca powrócono do prac projektowych nad linią. Wynikało to z konieczności wykonania odpowiednich map.
W 1907 roku był już gotowy projekt linii. Najważniejszymi założeniami projektu były: budowa odpowiednio wytrzymałego torowiska (stalowe szyny o długości 12 metrów na sosnowych podkładach) – tor miał wytrzymać obciążenie 6 ton na koło, wzniesienie czterech mostów, a w przyszłości również trzech mostów drogowych przez Kwisę, którymi planowano przeprowadzić ulice docierające do dworców, brak konieczności budowy tuneli, wspólne korzystanie z budynków dworcowych z koleją państwową w Mirsku, budowa przystanków Mroczkowice i Krobica z identycznym wyposażeniem, budowa stacji Świeradów Zdrój (budynek dworca miał architektonicznie harmonizować z zabudową miasta), budowa stacji Świeradów Nadleśnictwo (brak konieczności stawiania tam budynku dworca), łączność między stacjami za pomocą połączeń telefonicznych oraz większe naprawy taboru w państwowych zakładach.
Łączny koszt budowy wyniósł początkowo 1,3 mln marek, a w 1907 roku koszt ten wzrósł do 1,45 mln marek. Po zgromadzeniu wszystkich danych Wydział Powiatowy w Lwówku Śląskim starał się o uzyskanie pożyczki. Decyzję o przyznaniu pożyczki w wysokości 342,5 tys. marek uzyskano 4 września 1907 roku.
Po wpłynięciu w styczniu 1908 roku pierwszej z pięciu rat kredytu, 1 lutego tego samego roku powołano spółkę Friedeberg-Flinsberger Kleinbahn AG. Cztery dni później, 5 lutego prezydent rejencji legnickiej udzielił nowo powstałej spółce zezwolenia na budowę i eksploatację kolei trakcją parową na okres 90 lat (do 1998 roku).
Pierwsze prace terenowe rozpoczęto w marcu 1908 roku. Ze względu na trudne do wykonania prace terenowe (m.in. budowa mostu nad Kwisą oraz wysadzenie skał wzdłuż Grzbietu Kamienickiego) pierwszy etap budowy zakończył się 1 października 1909 roku (odcinek Mirsk – Świeradów Zdrój). Pozostały odcinek (do Świeradowa Nadleśnictwo) ukończono 29 lipca 1910 roku. Regularną eksploatację odcinka Mirsk – Świeradów Zdrój rozpoczęto 31 października 1909 roku, natomiast odcinek do Świeradowa Nadleśnictwo oddano do regularnego użytku 5 czerwca 1910 roku. Nowo wybudowana linia była linią wąskotorową o rozstawie szyn 600 mm.

### Kolej Gór Izerskich okresie do 1945 roku

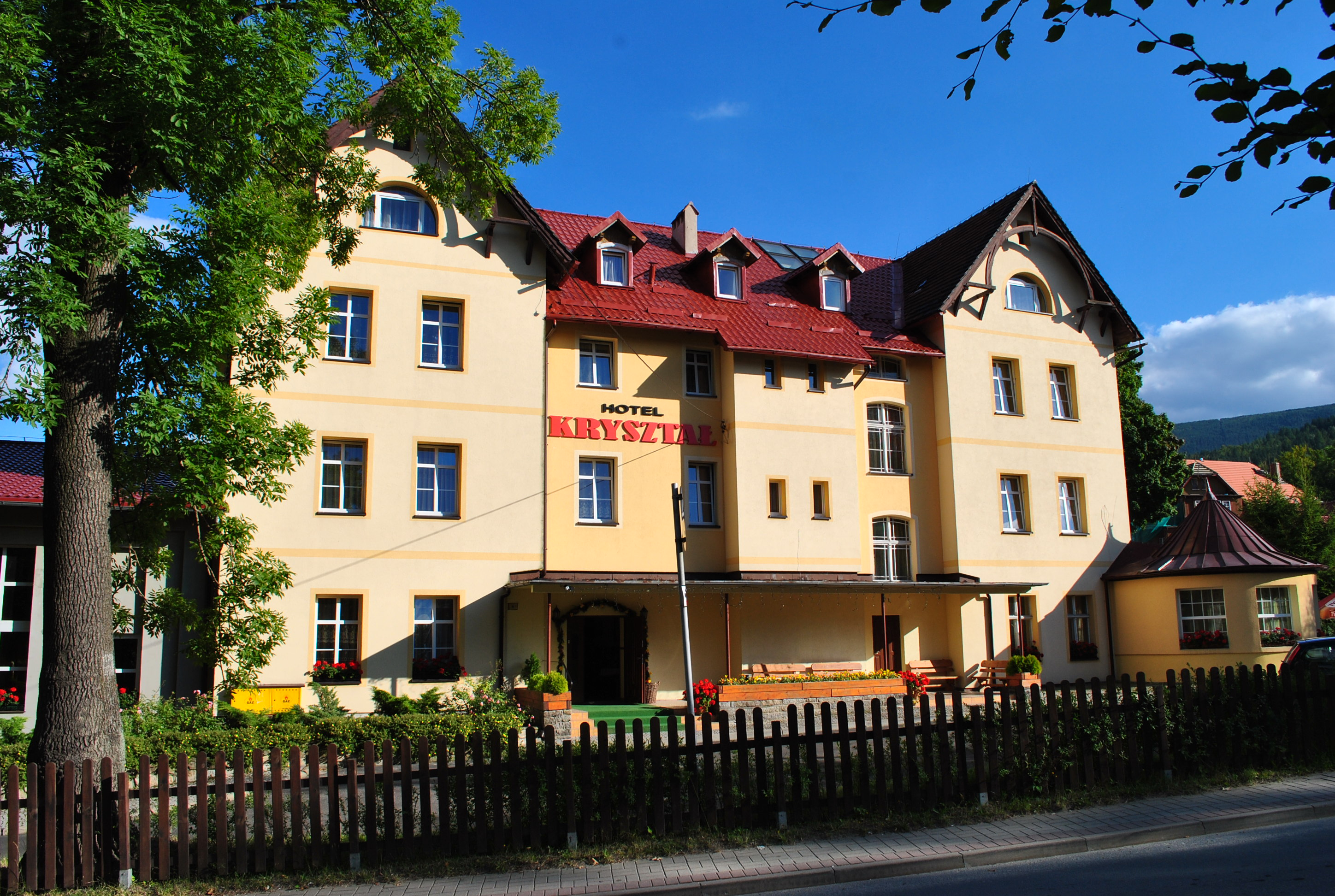
Budynek hotelu „Kryształ” w Świeradowie-Zdroju, w którym część pokoi zajmowała Isergebirgsbahn AG

Po przekuciu trasy na normalny tor (1435 mm) spółka Friedeberg-Flinsberger Kleinbahn AG zmieniła nazwę na Isergebirgsbahn AG (z niem. Kolej Gór Izerskich SA). Spółka ta miała swoją siedzibę w pomieszczeniach hotelu „Rübezahl” (późniejszy hotel „Kryształ”).
Od 1929 roku spadała liczba pasażerów korzystających z linii Kolei Gór Izerskich. Malejąca liczba podróżnych, a także mniejszy ruch towarów spowodował obniżenie jej rentowności. Z tego też powodu rozpoczęto starania o wprowadzenie na niej nowoczesnego taboru (wagonów motorowych), gdyż w ich braku widziano wówczas jedną z przyczyn spadku liczby podróżnych na tej linii. Wagony motorowe nie zastąpiły w całości taboru na tej linii z powodu wysokiej ceny zakupu tych pojazdów. W 1934 roku zakupiono pierwszy tego typu pojazd. W tym samym roku, 31 października odbyła się również uroczystość z okazji 25-lecia uruchomienia linii kolejowej. Zorganizowano wtedy cykl imprez, uruchomiono też specjalne pociągi turystyczne.
W celu ratowania Kolei Gór Izerskich starano się również wprowadzać bezpośrednie wagony, m.in. z Berlina, Drezna i Wrocławia. Inne sposoby zwiększenia rentowności to m.in. obniżenie kosztów eksploatacji (m.in. wprowadzenie pociągów pasażersko-towarowych).
W okresie II wojny światowej zmniejszył się ruch na tej linii. Dodatkowo wydarzył się wypadek związany z brakiem hamulców w wagonach, kiedy to zimą 1941 roku w Świeradowie-Zdroju wagon z węglem odczepiony od składu staczał się w kierunku Mirska i tam uderzył w skład osobowy. Wcześniej ewakuowano wszystkich ludzi ze stacji, ucierpiały natomiast wagony. Pod koniec II wojny światowej wycofujące się wojska niemieckie zniszczyły jedną podporę mostu nad Kwisą.

### Plany przedłużenia linii do Szklarskiej Poręby

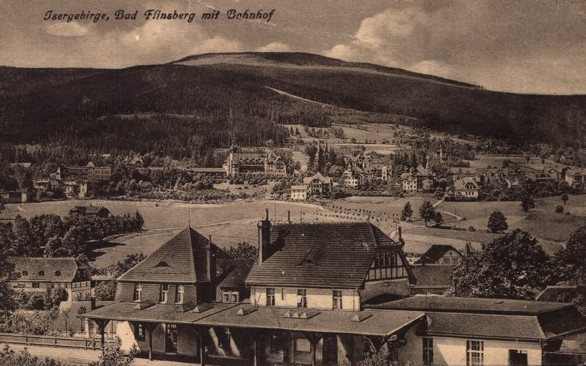
Pocztówka z lat 1940–1945, przedstawiająca panoramę Świeradowa-Zdroju; na pierwszym palnie dworzec kolejowy Kolei Gór Izerskich na stacji Świeradów Zdrój

Zarówno przed uruchomieniem linii do Świeradowa-Zdroju, jak i po tym fakcie istniały plany budowy bądź przedłużenia linii do Szklarskiej Poręby. Linia ta mogłaby wówczas skrócić trasę między Berlinem a Szklarską Porębą o ok. 30 km. Już na początku lat 60. XIX w. planowano budowę linii z Gryfowa Śląskiego przez Mirsk, Świeradów-Zdrój do Piechowic, lecz ze względu na małe zainteresowanie na szczeblu lokalnym do realizacji tego pomysłu nie doszło.
Po wybudowaniu linii do Świeradowa-Zdroju, w latach 1912–1913 mimo negatywnej opinii Ministerstwa Kolei opracowano projekt przedłużenia linii do Górzyńca. Linia ta miała liczyć 15 km, a koszt budowy oszacowano na 3 mln marek (ponad dwukrotnie więcej niż budowa linii Kolei Góri Izerskich). Projekt upadł w czasie I wojny światowej. Do projektu powrócono w 1925 roku i tym razem miał on dotyczyć budowy zelektryfikowanej linii do Szklarskiej Poręby. Ze względów ekonomicznych nie doszło ostatecznie do realizacji tego projektu. Do projektu wrócono w czasie obchodu 25-lecia istnienia linii (1934 rok), a także później, w okresie poprzedzającym wybuch II wojny światowej.
Nie tylko czynniki ekonomiczne miały wpływ na to, że nie powstała omawiana linia. Jedną z przyczyn było to, że obawiano się odpływu turystów na rzecz sąsiedniego kurortu (obawy władz Świeradowa-Zdroju przed odpływem turystów do Szklarskiej Poręby i na odwrót). Również względy prawne uniemożliwiały budowę linii. Ustawa o kolejkach... z 1892 zabraniała budowy linii łączących krótszą trasą stacje kolei państwowych.

### Okres powojenny
Linia po II wojnie światowej przeszła pod administrację polską, a tym samym przestała być linią prywatną, stając się linią państwową, włączając ją do sieci PKP. Stało się to formalnie na mocy art. 2 ustawy z dnia 3 stycznia 1946 roku o przejęciu na własność Państwa podstawowych gałęzi gospodarki narodowej. Spółka Isergebirgsbahn AG została ujęta w zarządzeniu z 26 sierpnia 1946 roku, które zawiera pierwszy wykaz przedsiębiorstw podlegających upaństwowieniu.
Stację w Świeradowie-Zdroju polscy kolejarze przejęli we wrześniu 1945 roku, a zanim odbudowano most połączenia zapewniały pojazdy konne lub wojskowe ciężarówki. Pierwszy pociąg po odbudowie mostu przyjechał do Świeradowa-Zdroju 18 grudnia 1946 roku. Odświętnie udekorowany pociąg przyprowadził burmistrz Mirska Ludwik Żak. Pociągi osobowe już nie dojeżdżały do przystanku Świeradów Nadleśnictwo.
Linia po wojnie nie zmieniła swojego charakteru i dalej miała charakter lokalny, obsługując przeważnie miejscową ludność. W latach 50. XX wieku przeprowadzono pierwsze próby likwidacji tej linii. W listopadzie 1950 roku zlikwidowano połączenie kolejowe z Lwówka Śląskiego do Świeradowa-Zdroju i z tego powodu Prezydium Powiatowej Rady Narodowej w Lwówku Śląskim zwróciło się do DOKP we Wrocławiu o wznowienie ruchu, co ostatecznie udało się osiągnąć.
Linia z biegiem lat stawała się coraz mniej rentowna i niedoinwestowana, a infrastruktura na linii w tym czasie ulegała degradacji i likwidacji. Pod koniec lat 60. XX wieku na stacji Krobica zdemontowano peron oraz kilka torów, a na początku lat 80. zburzono lokomotywownię w Mirsku. Ostatnie większe prace remontowe rozpoczęły się w 1984 roku.

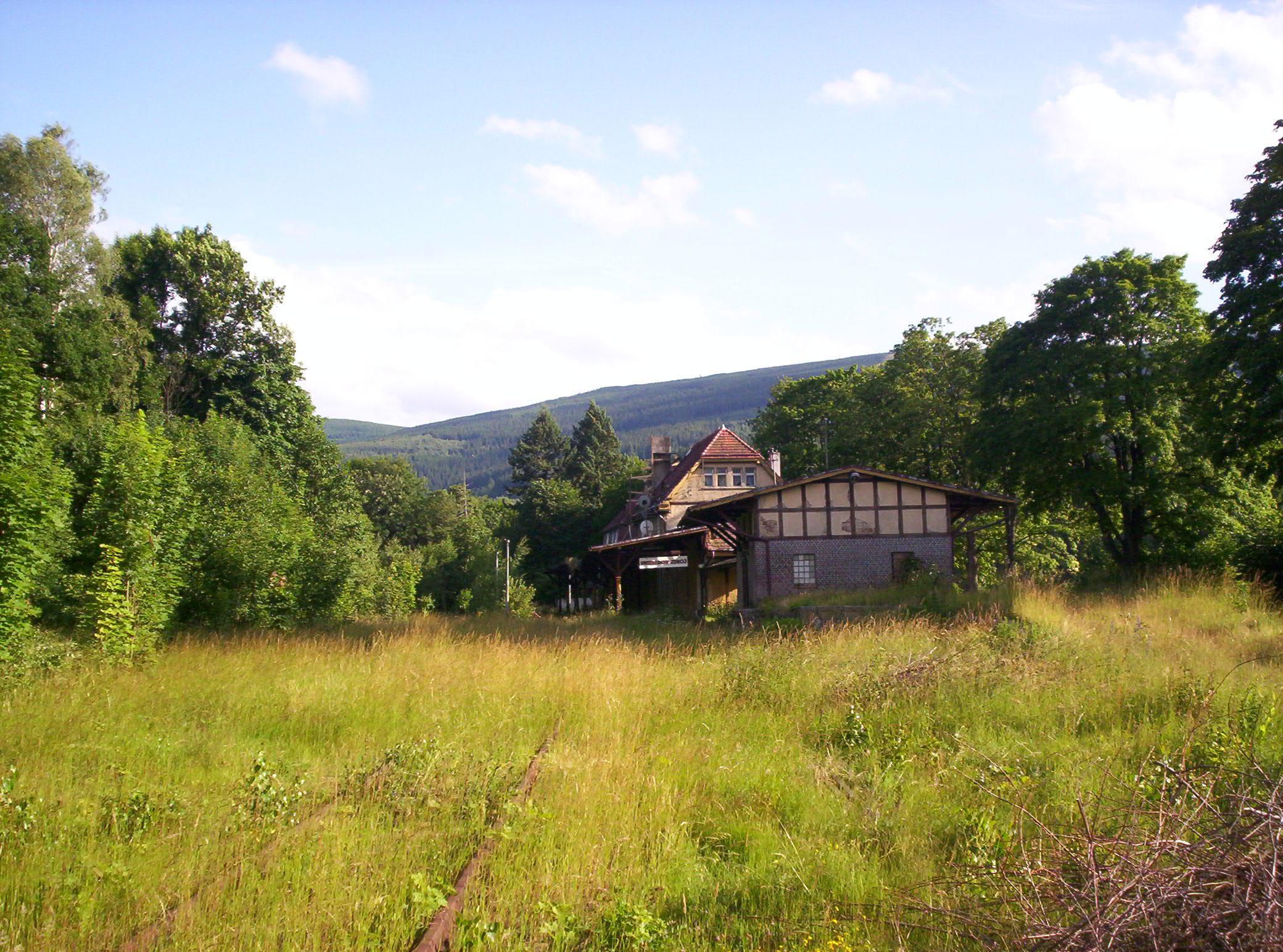
Stacja Świeradów Zdrój w 2008 roku (widok od strony północnej)

4 kwietnia 1985 roku o godzinie 19:55 między przystankiem Krobica a stacją Świeradów Zdrój doszło do wykolejenia pociągu pasażerskiego nr 77919 relacji Gryfów Śląski – Świeradów-Zdrój, powodując przerwę w ruchu na 3 godziny i 30 minut. Przyczyną wykolejenia było najechanie lokomotywy SP45, która prowadziła pociąg, na żwir i kamienie, znajdujące się po obydwu stronach szyn, które były na wysokości główki szyny. Podczas dochodzenia ustalono, że w ten sposób okoliczni mieszkańcy utworzyli nielegalny przejazd przez tory.
Decyzję o zawieszeniu ruchu pasażerskiego podjęto 30 listopada 1995 roku, a od 15 grudnia tego roku odcinek Świeradów Zdrój – Świeradów Nadleśnictwo został przeznaczony do likwidacji. Ostatni pociąg ze stacji Świeradów Zdrój odjechał 11 lutego 1996 roku o godzinie 17:00. Ruch pociągów pasażerskich zastąpiła zastępcza komunikacja autobusowa. Formalnie od 1 stycznia 1997 roku obowiązywał na linii ograniczenie odprawy osób, przesyłek bagażowych i ekspresowych. W tym dniu zlikwidowano też zastępczą komunikację autobusową.
Przez następne dwa lata kursowały dalej pociągi towarowe. Ruch pociągów zawieszono całkowicie po wypadku, w którym pociąg towarowy od strony Świeradowa-Zdroju nie zdołał wyhamować i wpadł na wagon z węglem na stacji w Mirsku. Pociąg ratunkowy wykoleił się potem na wykolejnicy przy wjeździe na stację w Mirsku.

### Reaktywacja połączeń kolejowych

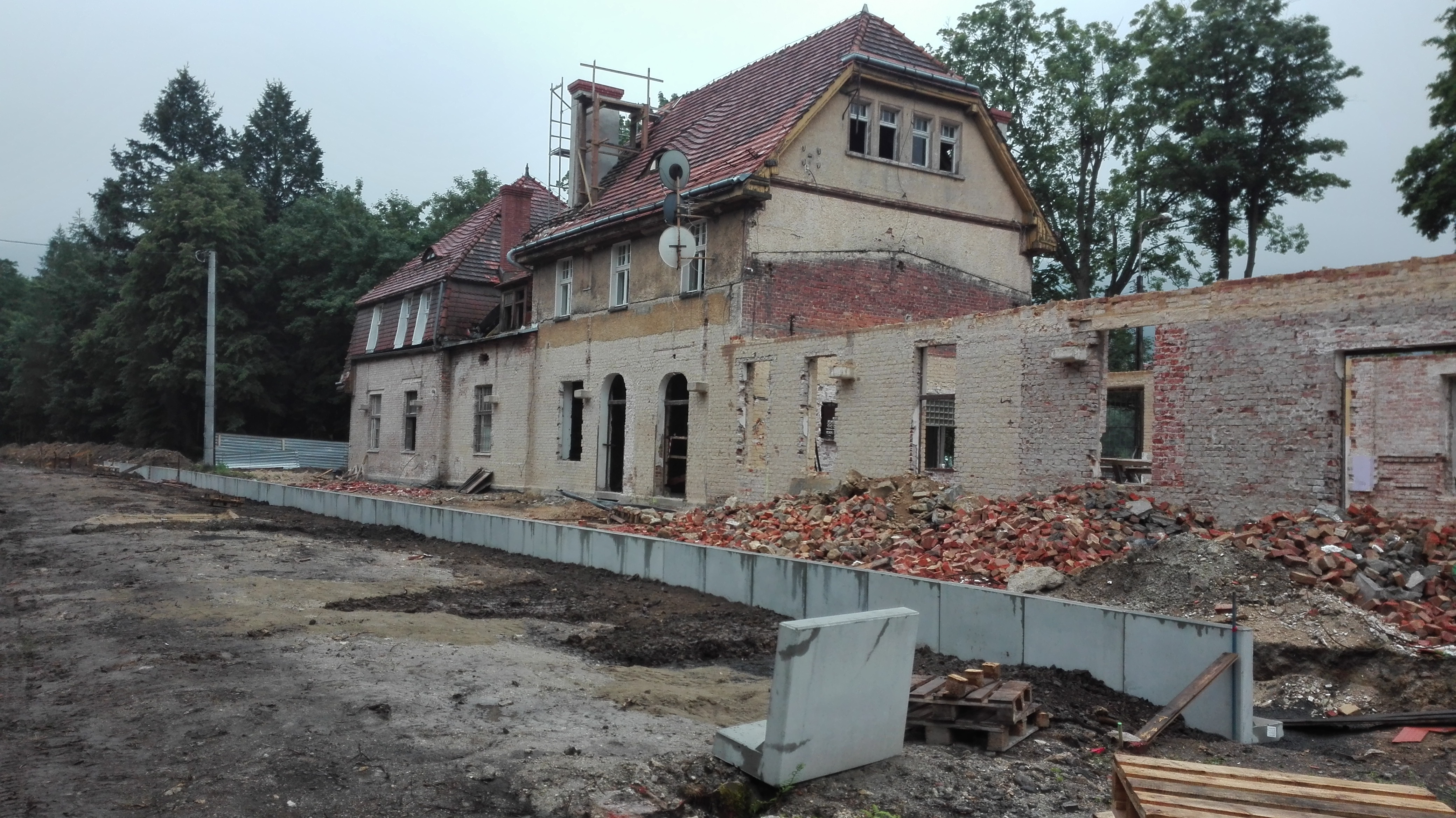
Dworzec na przystanku Świeradów-Zdrój w trakcje renowacji (2018)

Od zawieszenia ruchu kolejowego pojawiło się kilka inicjatyw dotyczących reaktywacji linii kolejowej nr 336. Od 2008 roku trwał proces przejęcia fragmentu linii w terenie miasta Świeradów-Zdrój przez miasto, co nastąpiło 27 grudnia 2012 roku. 1 marca 2019 roku w odnowionym dworcu kolejowym rozpoczęło działalność Miejskie Centrum Kultury, Aktywności i Promocji Gminy „Stacja Kultury” w Świeradowie-Zdroju.
Z inicjatywy burmistrza Świeradowa-Zdroju Rolanda Marciniaka 25 lipca 2013 roku w budynku Urzędu Miasta Świeradowa-Zdroju odbyło się spotkanie z samorządowcami ze starostą Jindichovic pod Smrkem oraz burmistrzami miast i gmin Mirsk i Leśna w sprawie przedstawienia projektu  o nazwie Kolej Gór Izerskich (zakładał m.in. odbudowę linii do Świeradowa-Zdroju, a także odcinków zlikwidowanej linii kolejowej nr 284 Gryfów Śląski – Mirsk – Jindřichovice pod Smrkema) i przyjęto decyzję o podpisaniu Partnerstwa gmin w sprawie odtworzenia linii kolejowej.
8 czerwca 2020 roku spisano akt notarialny, na mocy którego województwo dolnośląskie przejęło linię kolejową nr 336 od Polskich Kolei Państwowych. Pod koniec maja 2021 roku rozpoczęły się pierwsze prace przy rewitalizacji linii kolejowych 317 Gryfów Śląski – Mirsk i 336 Mirsk – Świeradów Zdrój.
7 grudnia 2023 roku odbyła się uroczystość otwarcia linii kolejowej do Świeradowa-Zdroju, a pierwsze regularne połączenia pasażerskie na linii ruszyły trzy dni później. W ten sposób po 27 latach Świeradów-Zdrój i Mirsk odzyskały pasażerskie połączenia kolejowe. Począwszy od regulaminu sieci PKP Polskich Linii Kolejowych na okres 2023/2024 cała linia na odcinku Gryfów Śląski – Mirsk – Świeradów-Zdrój zyskała jednolity numer – 317.

## Infrastruktura
Linia kolejowa nr 336 według stanu z 1996 roku liczyła łącznie 11,011 km. W całości była jednotorowa i niezelektryfikowana, a więcej niż jeden tor znajdował się wówczas na wszystkich stacjach. Różnica wysokości między stacją Mirsk a stacją Świeradów Nadleśnictwo wynosiła 177 m, a średnie nachylenie linii 18‰.
Szerokość torowiska wynosiła 4,2 m. Same tory składały się z szyn o długości 12 m i były na 2,5 metrowych impregnowanych, sosnowych podkładach (w nielicznych miejscach znajdowały się też metalowe podkłady). Łuki torowiska wynosiły 300-800 metrów. Tor zbudowany był na bazaltowej podsypce i miał wytrzymać nacisk 12 ton na oś.

### Posterunki ruchu
W przebiegu linii Kolei Gór Izerskich znajdowało się łącznie pięć stacji i przystanków kolejowych, z czego stacja Mirsk miała pierwotnie charakter stacji węzłowej. Część z nich została w przeciągu lat zdegradowana – stacje Mirsk i Świeradów Zdrój do ładowni kolejowej, a stacja Krobica do przystanku osobowego.
| Nazwa                  | Km osi | Wysokość [m n.p.m.] | Pierwotny rodzaj | L. krawędzi peronowych | Infrastruktura                                                                                 | Zdjęcie |
| ---------------------- | ------ | ------------------- | ---------------- | ---------------------- | ---------------------------------------------------------------------------------------------- | ------- |
| Mirsk                  | –0,182 | 355                 | stacja           | 3                      | dworzec kolejowy z magazynem i nastawnią nastawnia wykonawcza wc wieża wodna 2 place ładunkowe |         |
| Mroczkowice            | 3,328  | 385                 | przystanek osob. | 1                      | brak                                                                                           |         |
| Krobica                | 5,260  | 410                 | stacja           | 1                      | dworzec kolejowy z magazynem wc plac ładunkowy rampa boczno-czołowa                            |         |
| Świeradów Zdrój        | 7,701  | 460                 | stacja           | 3                      | dworzec kolejowy z nastawnią magazyn z rampą boczno-czołową wc plac ładunkowy                  |         |
| Świeradów Nadleśnictwo | 10,829 | 520                 | stacja towarowa  | 0 (d. 2)               | plac ładunkowy                                                                                 |         |
| [ 54 ] [ 53 ]          | [ 2 ]  | [ 1 ]               | [ 53 ]           | [ 54 ]                 | [ 1 ] [ 55 ]                                                                                   |         |

### Mosty i wiadukty
Ze względu na zróżnicowanie ukształtowania powierzchni oraz obecność licznych przeszkód, takich jak Dolina Kwisy oraz potoki, konieczne było wybudowanie kilku przepraw, zarówno drogowych, jak i kolejowych, a także licznych przepustów rurowych dla górskich potoków. Wszystkie one powstały za przystankiem Krobica, gdzie linia ma już charakter górski. Najdłuższa z przepraw ma ponad 60 metrów długości i biegnie pod Doliną Kwisy. Łącznie na linii znajdowały się 2 mosty kolejowe, 2 wiadukty drogowe oraz ponad 15 przepustów.
| Rodzaj          | Najbliższa st./przyst. | Lata budowy   | km            | Długość [m]  | Liczba przęseł | Charakterystyka | Zdjęcie |
| --------------- | ---------------------- | ------------- | ------------- | ------------ | -------------- | --- | ------- |
| wiadukt drogowy | Krobica                | 1908-1909     | 5,300         | 40           | 3              | Wiadukt zaraz za przystankiem Krobica w kierunku stacji Świeradów Zdrój; wiadukt ten jest częścią drogi wojewódzkiej nr 361 |         |
| most kolejowy   | Krobica                | 1909          | 5,650         | 65           | 5              | Najdłuższy most na całej trasie, przechodzący nad trzema przeszkodami: drogą wojewódzką nr 358, rzeką Kwisą oraz lokalną drogą w Krobicy; składa się z 3 przęseł stalowych po 18 m długości i 2 sklepionych po 5 m długości; skrajne przęsła wspierają się na dwóch filarach licowanych piaskowcem; środkowe przęsło zbudowane jest z prostej notowanej kratownicy, dwa sąsiednie to dwuteowniki |         |
| wiadukt drogowy | Świeradów Zdrój        | ?             | ?             | 15           | ?              | Niewielki wiadukt lokalnej drogi (ul. Wiejska w Świeradowie-Zdroju) |         |
| most kolejowy   | Świeradów Nadleśnictwo | ?             | ?             | 15           | ?              | Niewielka przeprawa kolejowa nad potokiem Bystrzyk |         |
| [ 24 ]          | [ 4 ]                  | [ 56 ] [ 57 ] | [ 56 ] [ 57 ] | [ 4 ] [ 24 ] | [ 24 ]         | [ 56 ] [ 57 ] [ 24 ] |         |

### Pozostała infrastruktura
Linia kolejowa nr 336 charakteryzowała się sporą liczbą przejazdów kolejowo-drogowych, a w miejscach przecięcia linii z większymi drogami biegła ona na różnym poziomie: albo pod drogą (wiadukt drogowy koło przystanku Krobica), albo nad nią (most nad Kwisą oraz drogą wojewódzką nr 358). Jeden największych przejazdów drogowo-kolejowych zlokalizowany był zaraz za stacją Mirsk – przecięcie z drogą powiatową między Mirskiem a Giebułtowem (ul. A. Mickiewicza w Mirsku). Inny przejazd znajdował się za stacją Świeradów Zdrój (przejazd przez ul. Stawową). Pozostałe przejazdy to głównie skrzyżowania z drogami polnymi oraz dojazdowymi, a szczególnie dużo było ich na odcinkach Mirsk – Krobica i Świeradów Zdrój – Świeradów Nadleśnictwo.

## Eksploatacja linii
| Okres     | Liczba pasażerów [pas./rok] |
| --------- | --------------------------- |
| 1910      | 121 966                     |
| 1913–1914 | 121 755                     |
| 1914–1918 | ≈80 000                     |
| 1927      | 122 000                     |
| 1928      | 167 000                     |
| 1933      | 88 000                      |
| 1935      | 144 156                     |
| 1939      | 149 527                     |

### Przewozy pasażerskie
Na linii Kolei Gór Izerskich odbywały się przewozy pasażerskie o charakterze lokalnym, przewożąc głównie miejscową ludność, a także kuracjuszy i turystów. Przewozy pasażerskie z biegiem czasu ulegały dosyć dużym wahaniom. W pierwszym okresie funkcjonowania linii (do I wojny światowej) liczba pasażerów była w miarę stała i wynosiła około 120 tys. osób na rok. W czasie I wojny światowej liczba pasażerów zmniejszyła się o ponad 30% i nie przekraczała 80 tys. osób na rok. W późniejszych latach wzrastał ruch pasażerski, osiągając maksimum przewozów w 1928 roku – 167 tys. podróżnych. W późniejszym okresie znów spadała liczba pasażerów. Ogółem w latach 1909–1934 przewozy pasażerskie na linii wynosiły około 2 710 tys. osób. W czasie II wojny światowej ponownie spadła liczba pasażerów.
Po II wojnie światowej nie osiągnięto już takich przewozów jak przed wojną, a liczba pasażerów sukcesywnie spadała na rzecz transportu samochodowego oraz autobusowego.

#### Połączenia pasażerskie
Linia kolejowa nr 336 miała charakter lokalny, z czym związane też było to, że na tej linii nie kursowały rozkładowo pociągi dalekobieżne, ale przed 1945 rokiem okazjonalnie kursowały tu pociągi specjalne (w tym kolonijne), które dowoziły turystów i kuracjuszy do Świeradowa-Zdroju. Dodatkowo na linii jeździły dalekobieżne wagony z Berlina, Wrocławia i Drezna .
W ruchu lokalnym, od początku eksploatacji linii do 1945 roku jeździły pociągi obsługiwane przez późniejszą spółkę Isergebirgsbahn AG na trasie Mirsk – Świeradów Zdrój – Świeradów Nadleśnictwo. Pasażerowie na stacji Mirsk przesiadywali się do państwowych pociągów, a większość z nich była skomunikowana z pociągami Kolei Gór Izerskich.
| Okres   | Odcinek                          | Odcinek                          | Odcinek                          | Odcinek                                    | Odcinek                                    | Odcinek                                    | Odcinek                     | Odcinek                     | Odcinek                     | Źr.    |
| Okres   | Mirsk – Świeradów Zdr. (12,9 km) | Mirsk – Świeradów Zdr. (12,9 km) | Mirsk – Świeradów Zdr. (12,9 km) | Świeradów Zdrój – Świeradów Nadl. (3,1 km) | Świeradów Zdrój – Świeradów Nadl. (3,1 km) | Świeradów Zdrój – Świeradów Nadl. (3,1 km) | Średnia pr. handlowa [km/h] | Średnia pr. handlowa [km/h] | Średnia pr. handlowa [km/h] | Źr.    |
| Okres   | min.                             | śr.                              | max.                             | min.                                       | śr.                                        | max.                                       | max.                        | śr.                         | min.                        | Źr.    |
| ------- | -------------------------------- | -------------------------------- | -------------------------------- | ------------------------------------------ | ------------------------------------------ | ------------------------------------------ | --------------------------- | --------------------------- | --------------------------- | ------ |
| 1914    | 0:20                             | 0:22                             | 0:23                             | 0:09                                       | 0:09                                       | 0:10                                       | 38,7                        | 35,1                        | 33,7                        | [ 61 ] |
| 1939    | 0:15                             | 0:15                             | 0:16                             | 0:05                                       | 0:06                                       | 0:06                                       | 51,6                        | 51,6                        | 48,4                        | [ 62 ] |
| 1947    | 0:28                             | 0:32                             | 0:47                             | 0:10                                       | 0:14                                       | 0:30                                       | 27,6                        | 24,2                        | 16,5                        | [ 63 ] |
| 1966/67 | 0:18                             | 0:20                             | 0:21                             | –                                          | –                                          | –                                          | 43,0                        | 38,7                        | 36,9                        | [ 64 ] |
| 1975/76 | 0:18                             | 0:20                             | 0:21                             | –                                          | –                                          | –                                          | 43,0                        | 38,7                        | 36,9                        | [ 65 ] |
| 1988/89 | 0:27                             | 0:28                             | 0:28                             | –                                          | –                                          | –                                          | 28,7                        | 27,6                        | 27,6                        | [ 66 ] |
| 1995/96 | 0:19                             | 0:19                             | 0:19                             | –                                          | –                                          | –                                          | 40,7                        | 40,7                        | 40,7                        | [ 67 ] |

Przez dłuższy czas od uruchomienia linii nie kursowały bezpośrednie wagony, głównie przez blokowanie pomysłu przez blisko 30 lat przez Zarząd Kolei Państwowej. Dopiero gdy sąsiednia Kolej Karkonoska (niem. Riesengebirgsbahn; późniejsza linia kolejowa nr 340) uzyskała w 1934 roku zezwolenie na wprowadzenie do ruchu wagonów bezpośrednich na trasie Berlin/Wrocław – Karpacz, Kolej Gór Izerskich również wkrótce uzyskała podobne zezwolenie. Umożliwiło to wprowadzenie bezpośrednich wagonów w pociągach Śląskiej Kolei Górskiej do Świeradowa-Zdroju. Wagony kursowały do Berlina (przez Zgorzelec), Drezna oraz do Wrocławia (przez Jelenią Górę). Spora była też liczba połączeń lokalnych. W latach międzywojennych na odcinku Mirsk – Świeradów Zdrój kursowało 7 par pociągów, a w 1939 roku 10 (w tym 3 do stacji Świeradów Nadleśnictwo).
Po przejęciu linii przez PKP przedłużono relacje pociągów lokalnych, ale zmniejszyła się częstotliwość ich kursowania (średnio 4 pary pociągów). Pociągi lokalnie nie kończyły biegu na d. stacji Mirsk (przez co znacznie zmniejszył się jej charakter jako stacji węzłowej), ale jeździły do Legnicy przez Mirsk, Gryfów Śląski, Lwówek Śląski, Jerzmanice Zdrój i Złotoryję, tj. wzdłuż prawie całej linii kolejowej nr 284, a także do Jeleniej Góry, ale przez Lwówek Śląski. W związku z zawieszeniem ruchu pociągów pasażerskich na odcinku Lwówek Śląski – Gryfów Śląski w okresie 1984/1985 pociągi pasażerskie kończyły swój bieg na stacji Gryfów Śląski, a część pociągów, które jeździły do Jeleniej Góry przez Lwówek Śląski od tej pory jeździła przez Starą Kamienicę (wzdłuż linii kolejowej nr 284). W różnych okresach pojawiały się też inne połączenia: według rozkładu jazdy na okres 1988/1989 istniało połączenie ze Zgorzelcem i Lubaniem, ale już nie było z Jelenią Górą, w okresie 1994/1995 jeździł pociąg do Lubania, a w okresie 1995/1996, czyli w ostatnim okresie funkcjonowania połączeń pasażerskich, dwa połączenia były z Lubania. Poza tym część z tych pociągów była skomunikowana w Gryfowie Śląskim z pociągami do Jeleniej Góry.
| Odcinek                                  | 1914   | 1939   | 1947   | 1966/67 | 1975/76 | 1988/89 | 1995/96 |
| Mirsk – Świeradów Zdrój                  | 6      | 10     | 3      | 5       | 5       | 4       | 3/2     |
| Świeradów Zdrój – Świeradów Nadleśnictwo | 4      | 3      | 3      | –       | –       | –       | –       |
|                                          | [ 61 ] | [ 62 ] | [ 63 ] | [ 64 ]  | [ 65 ]  | [ 66 ]  | [ 67 ]  |

### Ruch towarowy
W okresie poprzedzającym II wojnę światową przewozy towarowe ulegały mniejszym wahaniom aniżeli przewozy pasażerskie. W 1911 roku przewieziono 27 tys. ton towarów. W okresie 1909–1934 przewieziono łącznie ok. 565 tys. ton ładunków, średnio 25–28 tys. ton rocznie. W 1935 i 1938 roku przewieziono po około 21 tys. ton ładunków. W tym czasie wzdłuż linii transportowano głównie drewno z lasu oraz węgiel.
Do transportu towarów służyły dwie bocznice: do zakładu przetwórstwa drzewnego oraz do kopalni łupków łyszczykowych (Orłowice), magazyny, rampy przeładunkowe oraz place składowe na stacjach Mirsk, Krobica, Świeradów Zdrój, a także stacja Świeradów Nadleśnictwo, która służyła do przeładunku drewna.

### Eksploatacja taboru na linii

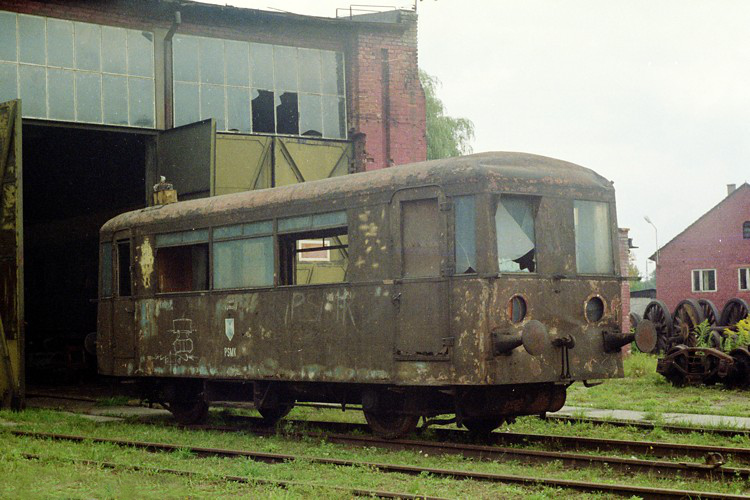
Wagon motorowy VT-10 eksploatowany na linii Kolei Gór Izerskich w latach 1934–1938, stacjonujący w parowozowni w Skierniewicach

W pierwszym roku eksploatacji do obsługi linii było:
- 5 lokomotyw T3³[72];
- wagon pocztowy[72];
- 6 wagonów towarowych (w tym wagon do transportu gazu oświetleniowego)[72];
- 4 wagony pasażerskie 3. klasy[72].

Z biegiem czasu starsze lokomotywy wymieniano na nowe bądź używane. Starano się też wprowadzić wagony motorowe, gdyż z punktu widzenia podróżnych były one bardziej atrakcyjne. Pierwszy z nich, VT-10, zakupiono w 1934 roku. Swój inauguracyjny przejazd odbył 2 października tego roku, łącząc go z uroczystościami 25-lecia otwarcia linii. Ostatecznie okazał się zbyt mały dlatego potem zakupiono dwa większe wagony – VT-11.
W 1935 roku spółka Isergebirgsbahn AG do eksploatacji linii posiadała łącznie:
- 4 lokomotywy;
- 1 wagon motorowy;
- 1 wagon pocztowy;
- 4 wagony pasażerskie;
- 6 wagonów towarowych[73]

| Nazwa pruska                | Nazwa polska / odpowiednik | Liczba | Producent             | Początek eksploatacji | Koniec eksploatacji | Uwagi |
| --------------------------- | -------------------------- | ------ | --------------------- | --------------------- | ------------------- | --- |
| Lokomotywy (1909–1945)      |                            |        |                       |                       |                     | |
| T3³                         | TKh1                       | 5      | Vulkan                | 1909                  | 1929 (2 lokomotywy) | Pierwsze lokomotywy (tendrzaki), które eksploatowano na tej linii; zdecydowano się na nie ze względu na duże różnice wysokości na linii oraz stosunkowo niewielkie odległości między stacjami |
| T34                         | TKh1                       | 1      | Hohenzollern Henschel | 1929 1930             | ?                   | |
| T26 (T9²)                   | TKi2                       | 2      | Union                 | 1930                  | 1934                | Wcześniej lokomotywy obsługiwały kolej zębatą w Turyngii; po przebudowie zmieniono oznaczenie na T9²                                                                                          |
| T9³                         | TKi3                       | ?      | ?                     | 1934                  | ?                   | |
| BR86                        | TKt3                       | ?      | Henschel              | ?                     | ?                   | |
| Wagony motorowe (1909–1945) |                            |        |                       |                       |                     | |
| VT-10                       | SN51                       | 1      | WUMAG                 | 1934                  | 1938                | Obsługiwał połączenia o małej frekwencji; 31 miejsc; po zakupie przez Kolej Gór Izerskich wagonu VT-11, wagon VT-10 został przekazany Kolei Zgorzeleckiej, gdyż okazał się on za mały         |
| VT-11                       | –                          | 2      | WUMAG                 | 1938 (?)              | 1945                | 70 miejsc; po II wojnie światowej prawdopodobnie wywiezione zostały do ZSRR |

Po wojnie wagony motorowe VT-11 zostały prawdopodobnie wywiezione do ZSRR, a wagon VT-10, który przetrwał II wojnę światową w okolicach Zgorzelca, w 1990 roku został przywieziony do parowozowni w Skierniewicach. Po przejęciu po II wojnie światowej linii przez PKP, od wznowienia ruchu kolejowego w listopadzie 1946 roku początkowo stosowano tabor poniemiecki. Na trasę wprowadzano też polskie parowozy przystosowane do linii górskich – TKt48, a także TKt2 (ta druga lokomotywa obsługiwała linię do II połowy lat 60. XX wieku). W późniejszych latach używano lokomotyw spalinowych: SM42, SU42 i SU45. Ciągnęły one różne wagony, a od lat 80. używano wagonów, które wycofywano wcześniej z głównych tras. W ostatnich latach eksploatacji na trasie kursowały też SP42 i SP45, które ciągnęły 1 lub 2 wagony drugiej klasy, zarówno przedziałowe, jak i wagony typu 120A.